# Pedaria dudleyi
Pedaria dudleyi là một loài bọ cánh cứng trong họ Bọ hung (Scarabaeidae).